# Поплавко Віктор Родіонович
Віктор Родіонович Поплавко (1881, Полтава — 20 січня 1938, Комунарка, Московська область, Російська РФСР) — український військовий діяч, підполковник Армії УНР, член Української Центральної Ради.

## Життєпис

Панцирник Jeffery-Поплавко

Служив офіцером у 11-му гренадерському Фанагорійському полку (Москва), у складі якого вирушив на першу світову війну. 
У 1915—1917 роках — офіцер 6-го авіаційного парку. 
Закінчив Офіцерську автомобільну школу, служив на посаді командира 26-го кулеметно-автомобільного взводу. Автор проекту першого повноприводного панцирника Jeffery-Поплавко російської армії. З 20 грудня 1916 року — командир бронеавтомобільного дивізіону особливого призначення.
На І Всеукраїнському військовому з'їзді був обраний членом Українського генерального військового комітету. З серпня 1917 року — комісар УГВК при штабі Одеської військової округи. Перебуваючи у комітеті був в опозиції С. Петлюрі до суперечок з яким залучав Л. Корнілова. Член Української Центральної Ради. У січні 1918 р. — військовий консультант української мирної делегації у Брест-Литовському. Мав протистояння з ЦК Румчероду в січні — лютому 1918 року. Навесні 1918 р. — головноуповноважений міністерства продовольчих справ УНР, головний інспектор Державного хлібного бюро. У 1919 р. — представник Директорії на переговорах з Антантою.
Перебував на еміграції. У 1926 році повернувся до Радянської Росії. Мешкав у Москві, працював на підприємстві «Сільгосптехніка», заступником керуючого московською конторою «Союзснаблегпром». У 1931 році проходив у справі Українського Національного Центру.
Повторно заарештований 27 жовтня 1937 року Звинувачений в участі у контрреволюційній терористичній організації. Розстріляний 20 січня 1938 року.
Реабілітований у грудні 1957 року.

## Нагороди
- орден Святого Георгія.